# 舒格布什鎮區 (明尼蘇達州貝克縣)
舒格布什鎮區（英語：Sugar Bush Township）是位於美國明尼蘇達州貝克縣的一個行政鎮區。

## 地方資料
舒格布什鎮區的面積為188.10平方千米，當中陸地面積為169.10平方千米，而水域面積為19.00平方千米。根據2020年美國人口普查的數據，當地共有人口537人，而人口密度為每平方千米2.85人。